# Chaetocnema trapezoida
Chaetocnema trapezoida (лат.) — вид жуков-листоедов рода Chaetocnema трибы земляные блошки из подсемейства козявок (Galerucinae, Chrysomelidae). Юго-Восточная Азия.

## Распространение
Встречаются в Юго-Восточной Азии (Таиланд).

## Описание
Длина 2,15—2,25 мм, ширина 1,20—1,25 мм. От близких видов (Chaetocnema nagpurensis) отличается комбинацией следующих признаков: зеленоватой окраской, трапециевидной формой пронотума (соотношение ширины к длине 1,65—1,68), формой эдеагуса. Переднеспинка, голова и надкрылья зеленовато-бронзоватые. Голова и дорзум мелко сетчатые. Фронтолатеральная борозда присутствует. Антенномеры усиков и ноги желтовато-коричневые. Голова гипогнатная (ротовые органы направлены вниз). Надкрылья покрыты несколькими рядами (6—8) многочисленных мелких точек — пунктур. Бока надкрылий выпуклые. Второй и третий вентриты слиты. Средние и задние голени с выемкой на наружной стороне перед вершиной. Переднеспинка без базальной бороздки. Вид был впервые описан в 2019 году в ходе ревизии ориентальной фауны рода Chaetocnema, которую провели энтомологи Александр Константинов (Systematic Entomology Laboratory, USDA, c/o Smithsonian Institution, National Museum of Natural History, Вашингтон, США) и его коллеги из Китая (Ruan Y., Yang X., Zhang M.) и Индии (Prathapan K. D.).